# Аваза
Аваза́ (туркм. Awaza) — этрап (район) города Туркменбаши, а также курорт на востоке Каспийского моря, национальная туристическая зона Туркменистана, расположенная в 12 км от центра города Туркменбаши, входящего в Балканский велаят.
Официальный статус и наименование курорта: Национа́льная туристи́ческая зо́на «Аваза́» (туркм. «Awazá» milli syýahatçylyk zolagy). В этрап площадью 96,6 км², помимо курорта, также входят международный аэропорт и несколько небольших посёлков.

## История
В мае 2007 года президент Туркменистана Гурбангулы Бердымухамедов на саммите в городе Туркменбаши выступил с идеей создания на экологически чистом побережье Каспия курорта мирового уровня. До этого было снесено около 3000 частных домов у побережья Каспия.
Через два месяца после саммита, 21 июля 2007 года, на берегу Каспийского моря, в отеле «Сердар», состоялась первая презентация будущего морского курорта, в которой приняли участие десятки зарубежных строительных фирм и инвестиционных компаний.
Первым построенным объектом стал дом отдыха санаторного типа «Ватанчи» на 308 мест, возведённого по заказу правоохранительных органов и силовых ведомств Туркменистана. Вслед за ним были открыты суперсовременные беломраморные здравницы и отели, построенные для работников водного, железнодорожного транспорта, нефтегазовой, энергетической промышленности и других отраслей Туркменистана.

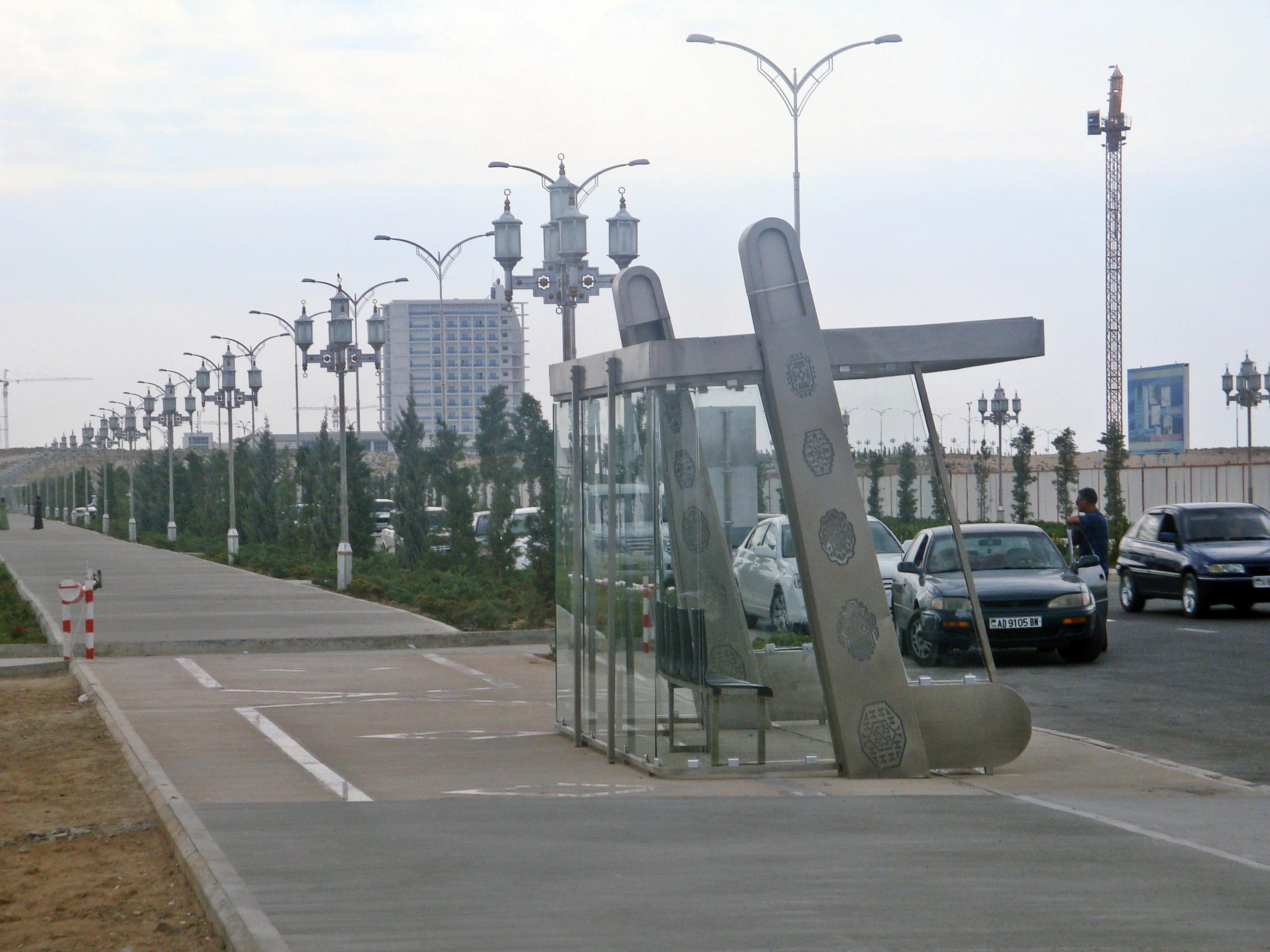
Улица Авазы

12 апреля 2010 года на территории Авазы были сданы в эксплуатацию газотурбинная электростанция мощностью 254 мегаватта, опреснитель морской воды производительностью 35 тысяч кубических метров пресной воды в сутки, новый Международный аэропорт города Туркменбаши, судоходный канал протяжённостью семь километров с одиннадцатью автомобильными и пешеходными мостами.
Летом 2010 года открылись две новые здравницы для детей и взрослых — «Даянч» и «Арзув», построенные по заказу Национального центра профсоюзов Туркменистана и Туркменбашинского комплекса нефтеперерабатывающих заводов.
8 октября 2010 года набережную Авазы украсили морские гейзеры высотой от 40 до 100 м и парковый ансамбль интерактивных фонтанов, а также заведения досуга и амфитеатр для массовых торжеств.

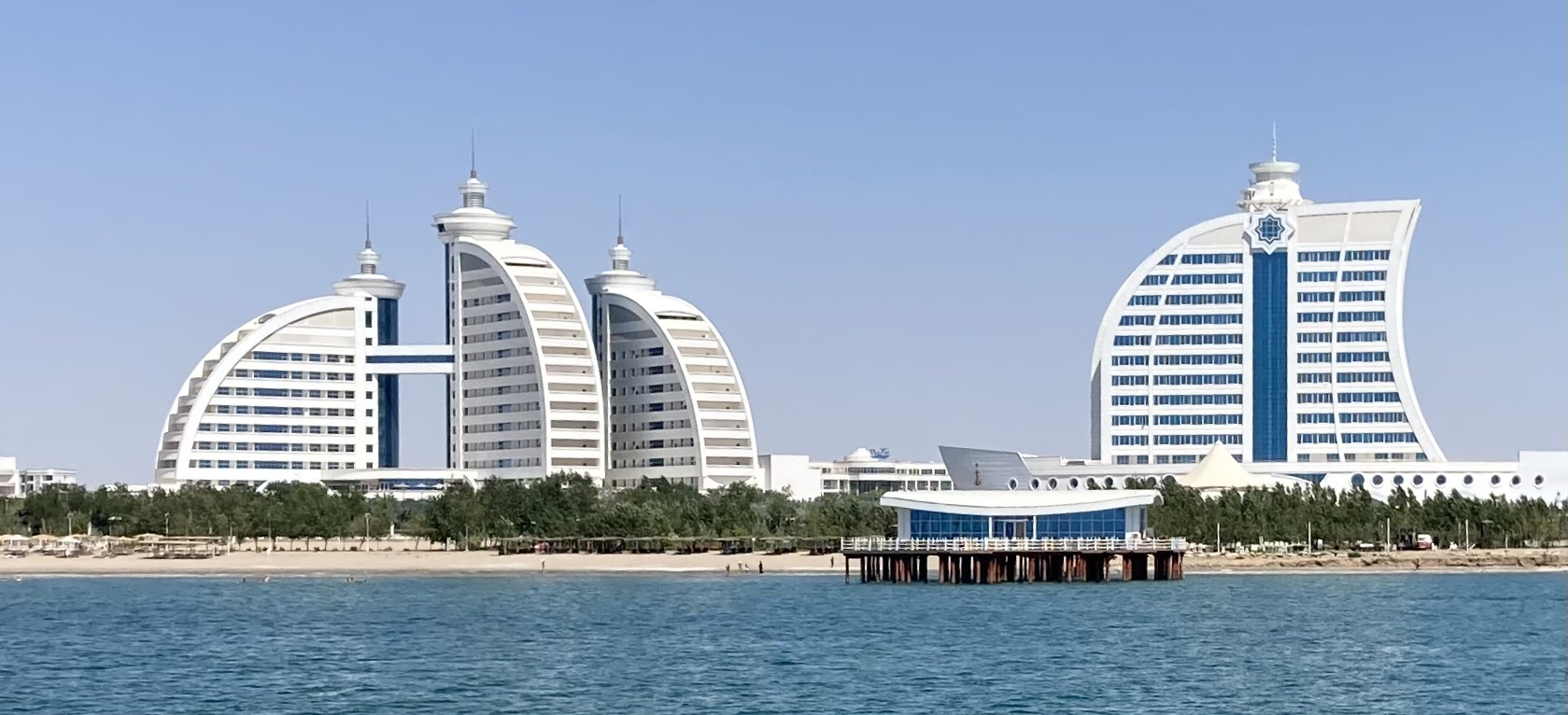
Отели в Авазе

Начиная с лета 2012 года в Авазе стал возможен семейный отдых, открылся комплекс коттеджей «Шапак», а также по заказу министерства торговли и внешнеэкономических связей Туркменистана возведён отель «Берекет», в открытии объекта принял участие президент Гурбангулы Бердымухамедов.
В июне 2013 года открыты комплексы коттеджей «Юпек ёлы», «Шовхун», «Галкыныш» и «Ашхабад», центры здоровья и отдыха «Дашогуз», «Лебап», «Мары», «Ахал», «Балкан», отели «Хасыл» и «Дениз», яхт-клуб «Йелкен», многоуровневая автостоянка на 266 мест. В рамках открытия новых объектов в Авазе выступили Дженнифер Лопес, Мустафа Сандал, Нэнси Аджрам, Зийнет Сали, Филипп Киркоров, Ани Лорак, Сати Казанова и группа REFLEX.
31 июля 2013 года туристическая зона вошла в состав созданного этрапа Аваза города Туркменбаши.

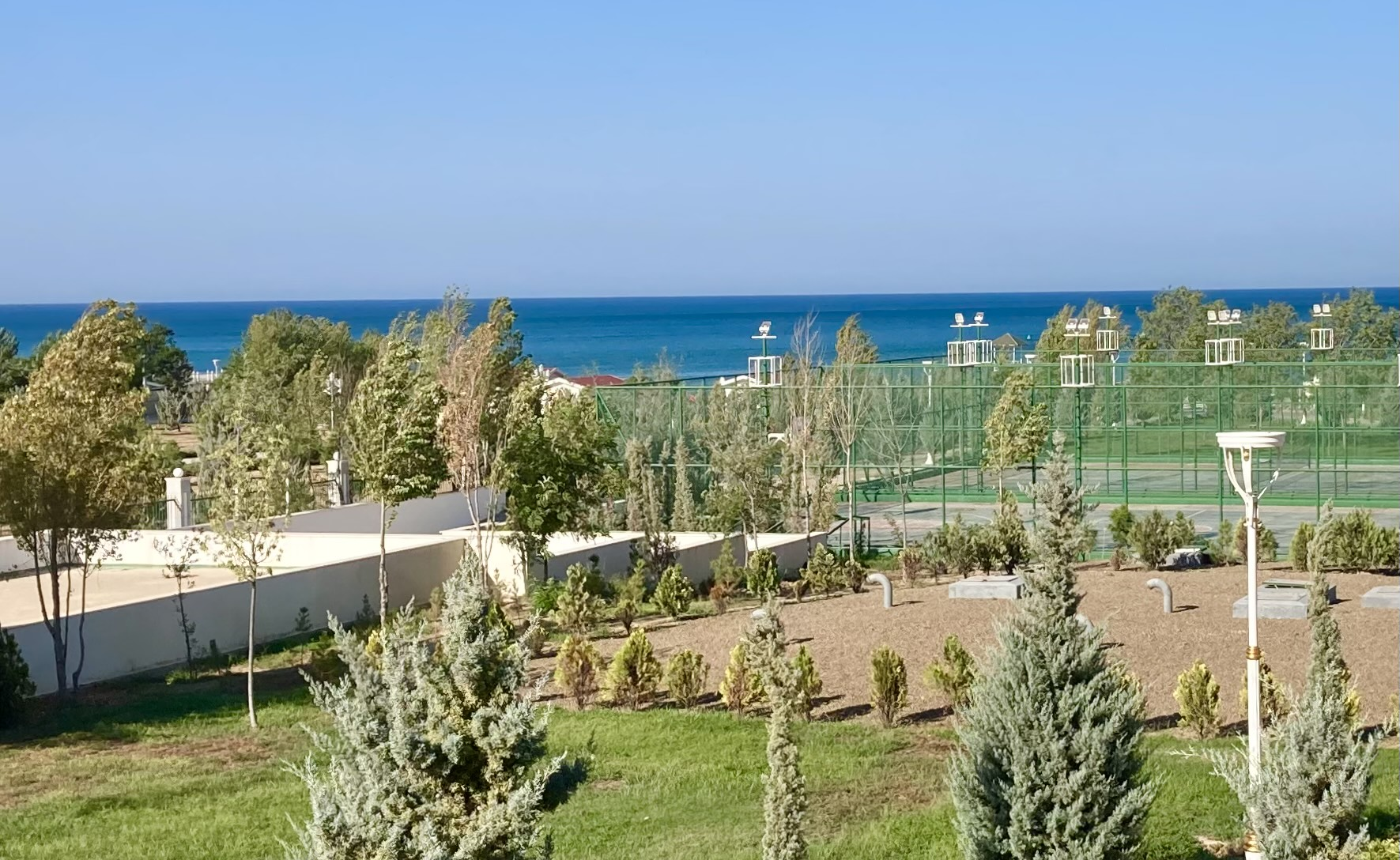
Вид на Каспийское море из Авазы

8 октября 2013 года в Авазе открыты отели «Сейрана», «Таджир», «Беркарар», супермаркет, а также новая достопримечательность — флагшток высотой 100 м.
В 2015 году открыто ещё 4 отеля — «Мердана», «Багтыяр», «Шамекан» и «Хазар», а также 3 парка — «Алемгошар», «Дениз мерджени», «Джадылы кенар». Кроме того, открылись спорткомплекс и конгресс-центр.
В сентябре 2016 года открылся отель «Гями», который построен по заказу министерства нефти и газа Туркменистана и похож на большой красивый корабль; также открылись яхт-клуб «Толкун» и коттеджный комплекс «Ак Йелкен».
В мае 2020 года с учётом непростой эпидемиологической ситуации, связанной с пандемией COVID-19 проведение культурно-массовых мероприятий в летний в сезон в НТЗ «Аваза» было ограничено. В апреле 2021 года это ограничение было снято.

## Туризм в Авазе

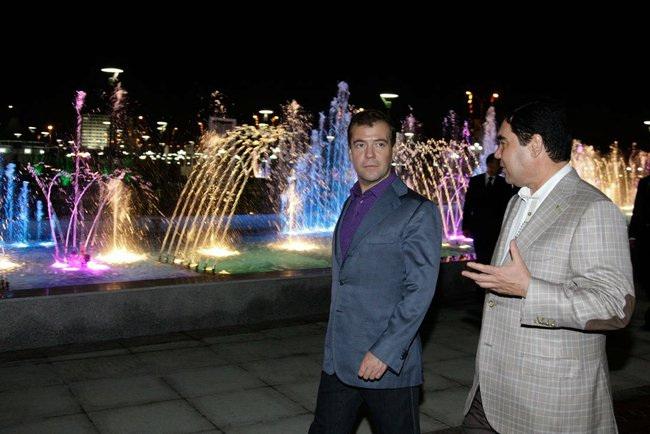
Дмитрий Медведев на Авазе

В летний сезон Авазу посещают туристы со всего Туркменистана и из зарубежья. Количество одновременно отдыхающих в Авазе примерно 4000 человек. На данный момент на курорте построено 17 отелей из запланированных шестидесяти, 6 коттеджных комплексов, 7 оздоровительных центров, 2 яхт-клуба, а также ряд ресторанов и кафе, расположившихся вдоль забетонированной судоходной реки длиной 7 километров. Строятся новые здравницы, коттеджи для семейного отдыха и фешенебельные виллы, спортивные и развлекательные комплексы.
На государственном уровне приняты решения о строительстве на авазинском взморье аквапарка с развлекательным центром, океанариума, центра картинга для занятий мини-автоспортом, гольф-центра, магазинов, велотрека, дельфинария, планетария, кинотеатра и парка аттракционов.

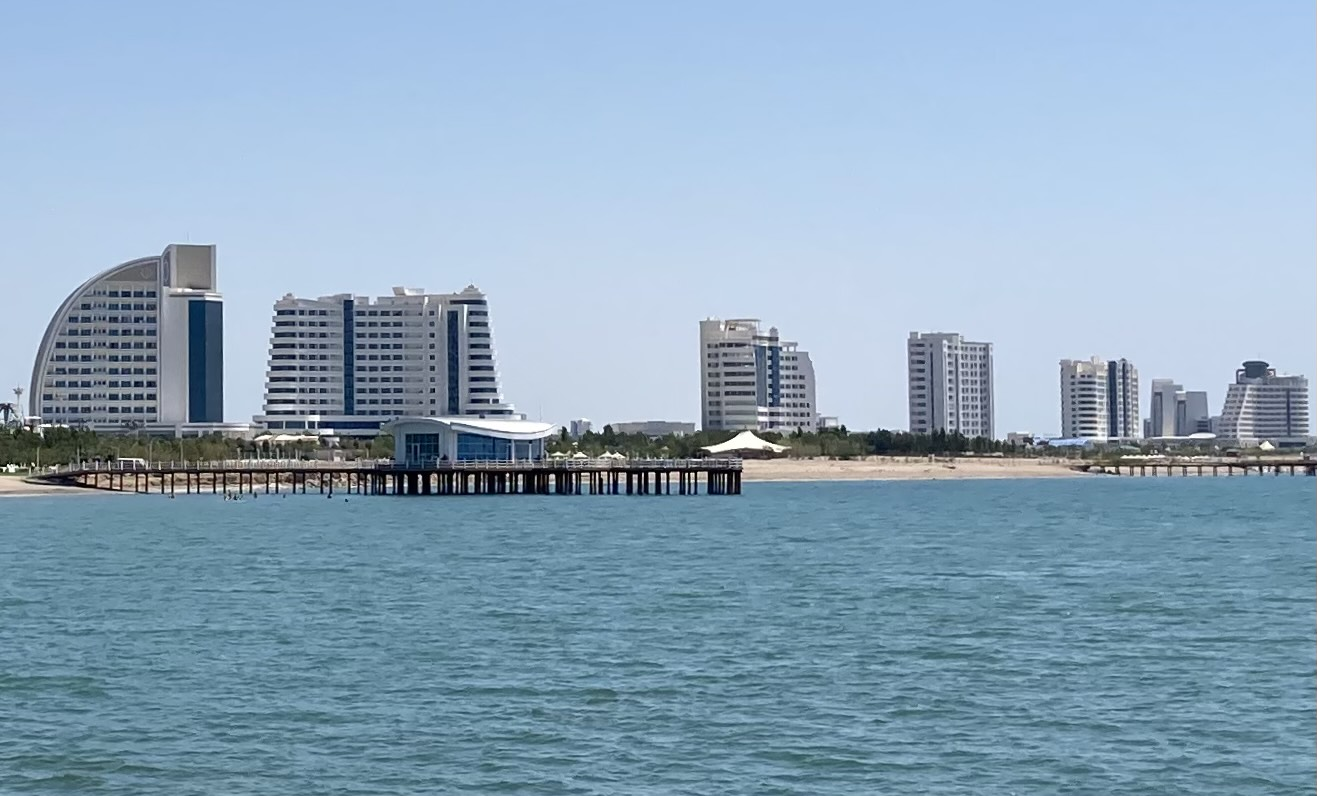
Отели в Авазе

Туристов в Авазу привлекает и великолепная инфраструктура. Вблизи города Туркменбаши находится терминал международного аэропорта Туркменбаши, Туркменбашинский международный морской порт и пассажирская железнодорожная станция Туркменбаши.

## Достопримечательности Авазы
- Парк, включающий в себя комплекс театрализованных интерактивных морских фонтанов (2010)
- Искусственная река «Аваза»
- Яхт-клуб «Йелкен» (2013)
- Яхт-клуб «Толкун» (2016)
- Флагшток (2013)
- Конгресс-центр (2015)
- Парк с аттракционами «Алемгошар» (2015)
- Парк «Дениз мерджени» (2015)
- Парк «Джадылы кенар» (2015)

## Климат
- Среднегодовая температура — +14,6 °C
- Среднегодовая скорость ветра — 3,8 м/сек.
- Среднегодовая влажность воздуха — 60 %

## Отели Авазы

Отель «Сердар»

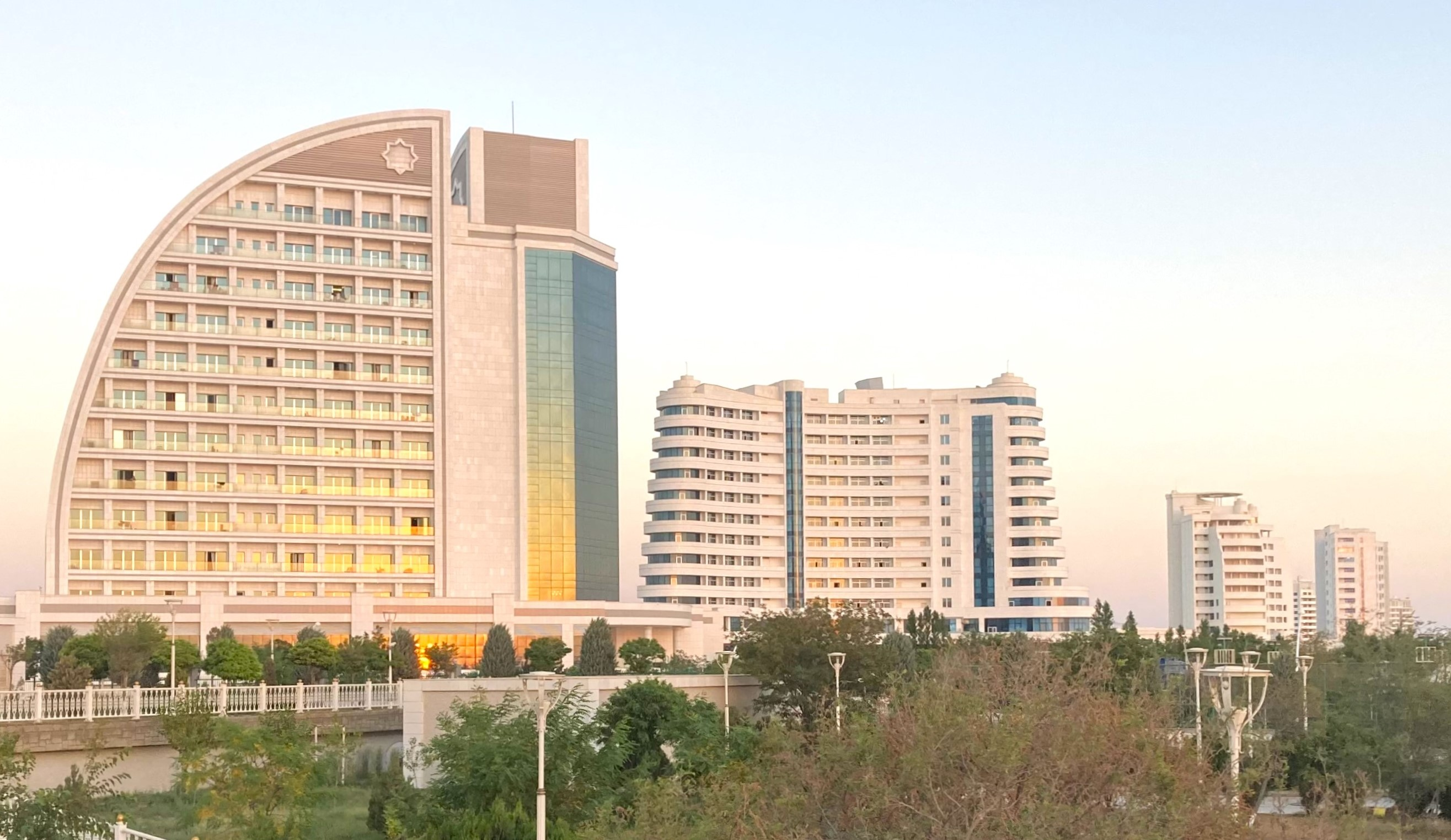
Отели в Авазе

- Хазына (2009)
- Кервен (2009)
- Кувват (2009)
- Ватанчы (2009)
- Небитчи (2009)
- Хасыл (2013)
- Берекет (2012)
- Сердар (2001)
- Беркарар (2013)
- Дениз (2013)
- Мердана (2015)
- Таджир (2013)
- Сейрана (2013)
- Багтыяр (2015)
- Шамекан (2015)
- Гями (2016)
- Хазар (2015)

## Коттеджные комплексы
- Ашхабад (2013)
- Шапак (2012)
- Юпек ёлы (2013)
- Галкыныш (2013)
- Шовхун (2013)
- Ак Йелкен (2016)
- Ровач (2022)

## Оздоровительные центры
- Арзув (2010)
- Даянч (2010)
- Ахал (2013)
- Балкан (2013)
- Дашогуз (2013)
- Лебап (2013)
- Мары (2013)

## Критика
Британское издание The Daily Telegraph назвало курорт «Аваза» наиболее плохо спланированным курортом из когда-либо построенных. К его недостаткам в статье отнесены:
- ржавая вода из кранов в отелях;
- несочетающиеся архитектурные и дизайнерские стили оформления;
- низкая заселённость отелей и одновременные планы строительства ещё большего их количества;
- посторонний запах от расположенного поблизости нефтеперерабатывающего завода;
- вода Каспийского моря слишком холодная для пляжного отдыха даже в самые жаркие месяцы;
- аэропорт «Туркменбаши», несмотря на статус международного, принимает лишь внутренние рейсы;
- высокая стоимость сооружения курортного комплекса.

Также упоминается сложность получения туркменской визы для иностранцев, закрытость страны и схожесть её  политического режима с диктатурой Северной Кореи.
Строительство комплекса и освещение его в СМИ сопровождается усилением культа личности президента Бердымухамедова.
Певица Дженнифер Лопес, выступавшая на открытии комплексов в 2013 году, впоследствии заявила, что отказалась бы от выступления, если бы знала о ситуации с правами человека в этой стране.
Блогер Илья Варламов, побывав на курорте, отметил несоответствие низкого уровня сервиса и высокой стоимости путёвок (70 $ за одну ночь при ориентировочной зарплате по стране в 300 $). Также он указал на посредственность архитектуры отелей и отсутствие отдыхающих. 